# Келлі (Вайомінг)
Келлі (англ. Kelly) — переписна місцевість (CDP) в США, в окрузі Тетон штату Вайомінг. Населення — 127 осіб (2020).

## Географія
Келлі розташоване за координатами 43°37′24″ пн. ш. 110°37′35″ зх. д. / 43.62333° пн. ш. 110.62639° зх. д. (43.623201, -110.626481).  За даними Бюро перепису населення США в 2010 році переписна місцевість мала площу 1,23 км², уся площа — суходіл. В 2017 році площа становила 1,09 км², уся площа — суходіл.

### Клімат
| Клімат : Келлі                     | Клімат : Келлі | Клімат : Келлі | Клімат : Келлі | Клімат : Келлі | Клімат : Келлі | Клімат : Келлі | Клімат : Келлі | Клімат : Келлі | Клімат : Келлі | Клімат : Келлі | Клімат : Келлі | Клімат : Келлі | Клімат : Келлі |
| Показник                           | Січ.           | Лют.           | Бер.           | Квіт.          | Трав.          | Черв.          | Лип.           | Серп.          | Вер.           | Жовт.          | Лист.          | Груд.          | Рік            |
| Середній максимум, °C              | −3,9           | −1,1           | 3,9            | 9,4            | 15,6           | 21,1           | 26,7           | 25,6           | 20,6           | 12,2           | 2,8            | −3,3           | 10,8           |
| Середня температура, °C            | −10,8          | −8,9           | −3,6           | 1,7            | 7,2            | 11,7           | 15,8           | 14,7           | 10,0           | 3,3            | −4,2           | −10,3          | 2,3            |
| Середній мінімум, °C               | −17,8          | −16,7          | −11,1          | −6,1           | −1,1           | 2,2            | 5,0            | 3,9            | −0,6           | −5,6           | −11,1          | −17,2          | −6,3           |
| ---------------------------------- | -------------- | -------------- | -------------- | -------------- | -------------- | -------------- | -------------- | -------------- | -------------- | -------------- | -------------- | -------------- | -------------- |
| Джерело: NOAA (normals, 1971−2000) |                |                |                |                |                |                |                |                |                |                |                |                |                |

## Демографія
Згідно з переписом 2010 року, у переписній місцевості мешкало 138 осіб у 74 домогосподарствах у складі 32 родин. Густота населення становила 112 особи/км².  Було 93 помешкання (75/км²).
Расовий склад населення:
| - 99,3 % — білих - 0,7 % — азіатів |

До двох чи більше рас належало 0,0 %. Частка іспаномовних становила 0,7 % від усіх жителів.
За віковим діапазоном населення розподілялося таким чином: 12,3 % — особи молодші 18 років, 79,0 % — особи у віці 18—64 років, 8,7 % — особи у віці 65 років та старші. Медіана віку мешканця становила 43,7 року. На 100 осіб жіночої статі у переписній місцевості припадало 115,6 чоловіків;  на 100 жінок у віці від 18 років та старших — 120,0 чоловіків також старших 18 років.
Цивільне працевлаштоване населення становило 36 осіб. Основні галузі зайнятості: роздрібна торгівля — 69,4 %, мистецтво, розваги та відпочинок — 30,6 %.